# Alexander Krieger
Alexander Krieger   (Stuttgart, 28 de novembre de 1991) és un ciclista alemany, professional des del 2010 i actualment a l'equip Tudor Pro Cycling Team.

## Palmarès

### Resultats al Giro d'Itàlia
- 2021. 140è de la classificació general
- 2022. No surt (14a etapa)
- 2023. 121è de la classificació general

### Resultats al Tour de França
- 2022. 104è de la classificació general